# Temporada 1980-81 de los San Diego Clippers
La temporada 1980-81 fue la tercera de los San Diego Clippers en la NBA, tras moverse desde Búfalo (Nueva York), donde disputaron ocho temporadas con la denominación de los Buffalo Braves. La temporada regular acabó con 36 victorias y 46 derrotas, ocupando el noveno puesto de la conferencia Oeste, no logrando clasificarse para los playoffs.

## Elecciones en elDraft
| Ronda | Puesto | Jugador        | Posición | Nacionalidad   | Universidad    |
| ----- | ------ | -------------- | -------- | -------------- | -------------- |
| 1     | 9      | Michael Brooks | Alero    | Estados Unidos | La Salle       |
| 5     | 99     | Wally Rank     | Escolta  | Estados Unidos | San Jose State |

## Temporada regular
| División Pacífico        | División Pacífico | División Pacífico | División Pacífico | División Pacífico | División Pacífico | División Pacífico | División Pacífico | División Pacífico |
| Equipo                   | G                 | P                 | %                 | PD                | Casa              | Fuera             | Div               |                   |
| ------------------------ | ----------------- | ----------------- | ----------------- | ----------------- | ----------------- | ----------------- | ----------------- | ----------------- |
| y-Phoenix Suns           | 57                | 25                | .695              | –                 | 36–5              | 21–20             | 22–8              |                   |
| x-Los Angeles Lakers     | 54                | 28                | .659              | 3.0               | 30–11             | 24–17             | 19–11             |                   |
| x-Portland Trail Blazers | 45                | 37                | .549              | 12.0              | 30–11             | 15–26             | 18–12             |                   |
| Golden State Warriors    | 39                | 43                | .476              | 18.0              | 26–15             | 13–28             | 10–20             |                   |
| San Diego Clippers       | 36                | 46                | .439              | 21.0              | 22–19             | 14–27             | 14–16             |                   |
| Seattle SuperSonics      | 34                | 48                | .415              | 23.0              | 22–19             | 12–29             | 7–23              |                   |

## Estadísticas
| Rk | Jugador          | Edad | P  | PT | MP   | TC  | TCI  | %TC  | T3  | T3I | %T3  | TL  | TLI | %TL  | RO  | RD  | RT   | AS  | RB  | TAP | BP  | FP  | PTS  |
| -- | ---------------- | ---- | -- | -- | ---- | --- | ---- | ---- | --- | --- | ---- | --- | --- | ---- | --- | --- | ---- | --- | --- | --- | --- | --- | ---- |
| 1  | Swen Nater       | 31   | 82 |    | 34.3 | 6.3 | 11.4 | .553 | 0.0 | 0.0 |      | 3.0 | 3.7 | .795 | 3.6 | 8.8 | 12.4 | 2.4 | 0.6 | 0.6 | 2.6 | 3.6 | 15.6 |
| 2  | Phil Smith       | 28   | 76 |    | 31.3 | 6.8 | 13.9 | .491 | 0.1 | 0.2 | .222 | 3.1 | 4.1 | .757 | 0.6 | 1.4 | 2.1  | 4.9 | 1.1 | 0.2 | 2.3 | 3.0 | 16.8 |
| 3  | Michael Brooks   | 22   | 82 |    | 30.2 | 6.0 | 12.4 | .479 | 0.0 | 0.1 | .000 | 2.8 | 3.9 | .706 | 2.6 | 2.8 | 5.4  | 2.5 | 1.2 | 0.4 | 2.0 | 2.9 | 14.7 |
| 4  | Brian Taylor     | 29   | 80 |    | 28.9 | 3.9 | 7.4  | .525 | 0.6 | 1.4 | .383 | 1.8 | 2.3 | .789 | 0.7 | 1.2 | 1.9  | 5.5 | 1.5 | 0.3 | 1.4 | 2.7 | 10.1 |
| 5  | Joe Bryant       | 26   | 82 |    | 28.8 | 4.6 | 9.6  | .479 | 0.0 | 0.2 | .133 | 2.4 | 3.0 | .791 | 1.8 | 3.6 | 5.4  | 2.3 | 0.9 | 0.4 | 2.1 | 3.2 | 11.6 |
| 6  | Freeman Williams | 24   | 82 |    | 24.1 | 7.8 | 16.8 | .465 | 0.6 | 1.7 | .340 | 3.1 | 3.6 | .852 | 0.9 | 0.7 | 1.6  | 2.0 | 1.1 | 0.1 | 2.0 | 1.9 | 19.3 |
| 7  | Sidney Wicks     | 31   | 49 |    | 22.1 | 2.6 | 5.8  | .437 | 0.0 | 0.0 | .000 | 1.6 | 3.1 | .507 | 1.6 | 2.9 | 4.6  | 2.3 | 0.8 | 0.8 | 1.9 | 3.4 | 6.7  |
| 8  | Gar Heard        | 32   | 78 |    | 20.9 | 1.9 | 5.1  | .376 | 0.0 | 0.1 | .000 | 1.0 | 1.3 | .782 | 1.5 | 2.9 | 4.5  | 1.6 | 1.3 | 0.9 | 1.0 | 2.5 | 4.8  |
| 9  | Henry Bibby      | 31   | 73 |    | 15.2 | 1.6 | 4.2  | .386 | 0.4 | 1.3 | .337 | 0.9 | 1.3 | .684 | 0.3 | 0.7 | 1.0  | 2.7 | 0.6 | 0.0 | 1.0 | 1.2 | 4.6  |
| 10 | Jerome Whitehead | 24   | 38 |    | 14.8 | 1.7 | 3.7  | .475 | 0.0 | 0.0 | .000 | 0.6 | 1.2 | .511 | 1.3 | 3.6 | 4.8  | 0.6 | 0.4 | 0.2 | 1.2 | 2.6 | 4.1  |
| 11 | Ron Davis        | 26   | 64 |    | 12.8 | 2.2 | 4.9  | .443 | 0.0 | 0.1 | .250 | 1.5 | 2.5 | .595 | 0.7 | 1.1 | 1.9  | 0.7 | 0.6 | 0.2 | 1.0 | 1.5 | 5.8  |
| 12 | Wally Rank       | 22   | 25 |    | 6.1  | 0.8 | 2.3  | .368 | 0.0 | 0.0 |      | 0.5 | 1.1 | .464 | 0.7 | 0.5 | 1.2  | 0.7 | 0.3 | 0.0 | 1.0 | 1.3 | 2.2  |
| 13 | Tony Price       | 24   | 5  |    | 5.8  | 0.4 | 1.4  | .286 | 0.0 | 0.0 |      | 0.0 | 0.0 |      | 0.0 | 0.0 | 0.0  | 0.6 | 0.4 | 0.2 | 0.4 | 0.6 | 0.8  |
| 14 | Stan Pietkiewicz | 24   | 6  |    | 5.0  | 0.3 | 0.8  | .400 | 0.0 | 0.0 |      | 0.0 | 0.0 |      | 0.0 | 0.2 | 0.2  | 0.3 | 0.0 | 0.0 | 0.8 | 0.3 | 0.7  |